# 개혁침례교
개혁침례교(改革浸禮敎, Reformed Baptists) 혹은 개혁파 침례교(改革派 浸禮敎)는 칼뱅주의 구원론을 따르며, 일반적으로 칼뱅주의 침례교(Calvinistic Baptists)라고도 불리지만, 세부적으로 들어가면 구원론에 있어서는 칼뱅주의를, 교회론에 있어서는 회중주의를 추구하기에 이 둘은 엄밀하게 분류된다. 좀 더 정확히는 개혁파 신학 체계 전반을 따르는 고백적, 회중적, 연합적 교회 가운데 신자침례를 시행하는 교회를 개혁침례교회라고 할 수 있다. 개혁침례교회들은 "1689 신앙고백서"라고도 불리는 "제2차 런던신앙고백(1689)"을 신앙 최고의 표준인 성경에 종속되는 표준 문서로 채택한다.

## 역사

### 개혁 침례교의 태동
개혁파 침례교회의 기원은 일반 침례교회(General Baptists)와 다른 경로를 가진다. 일반 침례교회가 메노파와(Mennonite)의 교류를 통해 존 스미스(John Smyth, 1554-1612)에 의해 설립된 것과 달리, 개혁파 침례교회는 종교개혁 운동, 특히 칼빈의 제네바 개혁운동의 영향을 받아 형성된 특수 침례교회(Particular Baptists)가 그 출발점이다. 개혁파 침례교의 기원에 대해서는 여러 학설이 있으나, 1640년대 초 헨리 제이콥(Henry Jacob, 1563-1624)이 목회하던 제일 회중교회 내에서 시작되었다는 것이 가장 널리 받아들여지는 견해이다.

### 침례파 청교도:첫 신앙고백(1644)
청교도들 사이에서 교회정치와 세례의 개혁에 대한 목소리가 있었다. 이러한 개혁의 시작은 런던 제이-엘-제이 교회(J-L-J church, Jacob-Lathrop-Jessey)로 알려진 온건 분리파 제일회중교회(the first congregational church)에서 비롯되었다. 이 교회에서 나온 신도들은 런던 남부를 중심으로 교회들을 설립했고, 이들은 특수 침례교회(Particular Baptists)로 불리게 되었다. 1640년대 중반에는 이런 교회들이 일곱 개가 되었다.
이 일곱 특수 침례교회들은 1644년 첫 신앙고백을 발표하며, 그들의 존재를 세상에 알렸다. 이 신앙고백의 표지에는 "부당하게 재침례파로 오인된 일곱 교회의 신앙고백"(A CONFESSION OF FAITH of seven congregations or churches of Christ in London, which are commonly, but unjustly, called Anabaptists)이라는 문구가 적혀 있다. 특수 침례교회들은 유아세례를 반대하고, 믿음을 공개적으로 고백하는 이들에게 베푸는 세례를 주장했다. 이 '신자의 세례'(Believer's Baptism) 입장 때문에 종종 재침례파로 오해받거나 일반 침례교회와 혼동되었다.
특수 침례교회들은 이러한 혼란을 종식시키고, 일반 침례교회와의 차이점을 명확히 함으로써 자신들의 독특한 정체성을 드러내고자 했다. 또한, 이들은 1644년 신앙고백을 통해 종교개혁 운동 및 개혁신학과의 연대를 강조하며 교회의 정통성을 확립하고자 했다. 이 첫 신앙고백은 '1644 신앙고백' 혹은 '런던 신앙고백(1644)'으로 알려져 있다.

### 장로파 청교도:웨스트민스터 신앙고백(1647)

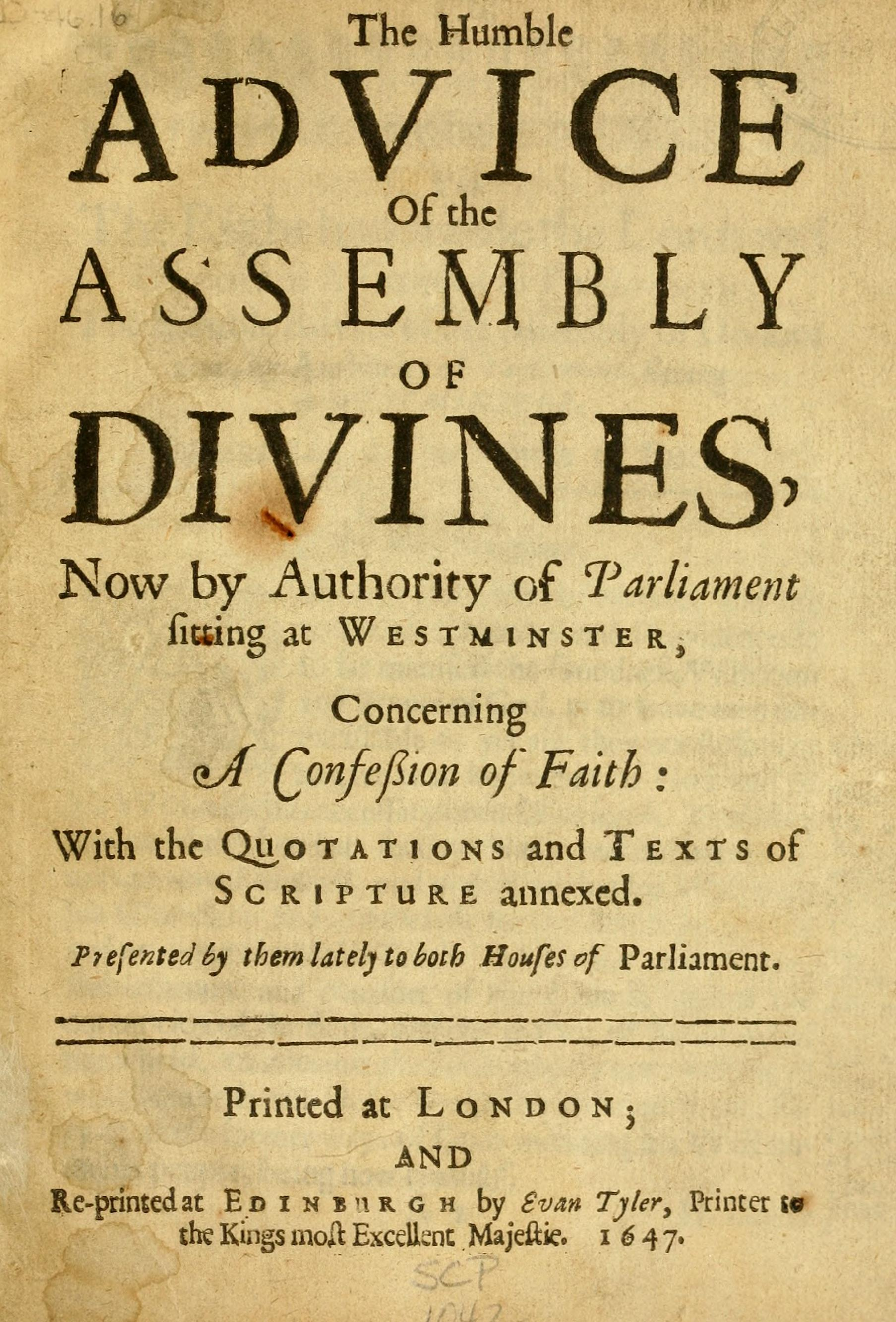
Title page of a 1647 printing of the Confession

영국 의회의 지원으로 청교도들은 웨스트민스터 신앙고백을 작성했다. 이 작업은 1643년 7월 1일부터 시작해 1649년 2월 22일까지 약 5년 7개월 동안 진행됐으며, 총 1,163회의 토론을 거쳐 완성됐다. 시작은 총회의장 윌리엄 트위스 박사의 개회 설교였다. 회의에는 장로파, 독립파, 의회파 등 다양한 분파에서 총 151명이 소집되어 평균 70명 정도가 활발히 의견을 나눴다. 스코틀랜드에서 온 대표들도 참여하여 장로교회파를 지지했다. 이 과정에서 나온 가장 중요한 결과물은 웨스트민스터 신앙고백서로, 1647년 영국 의회와 1649년 스코틀랜드 의회에서 각각 채택됐다. 공식적으로는 1647년 영국 의회가 인준한 버전을 기준으로 한다.
웨스트민스터 신앙고백 작성에 참여한 독립파 청교도들은 적었지만 그들의 영향력은 상당했다. 토마스 굿윈, 제레마야 버로우스, 필립 네이 같은 인물들은 각각 신학 지식과 리더십, 경건함과 인품, 양심의 자유에 대한 발언으로 중요한 역할을 했다. 이들 중 일부는 1658년 10월 12일 사보이 궁에서 사보이 신앙고백을 발표했다. 이 고백서는 웨스트민스터 신앙고백을 기반으로 하되, 교회정치 부분에서 장로교의 장로주의를 넘어서 수정했다. 이는 그리스도를 머리로 하는 교회로의 개혁을 주장하는 것이었다. 사보이 신앙고백서 작성에는 토마스 굿윈, 필립 네이, 윌리엄 브릿지, 조셉 카릴, 윌리엄 그린힐 등이 참여했으며, 약 120개 교회가 지지하며 서명했다.

### 독립파 청교도:사보이 신앙선언(1658)

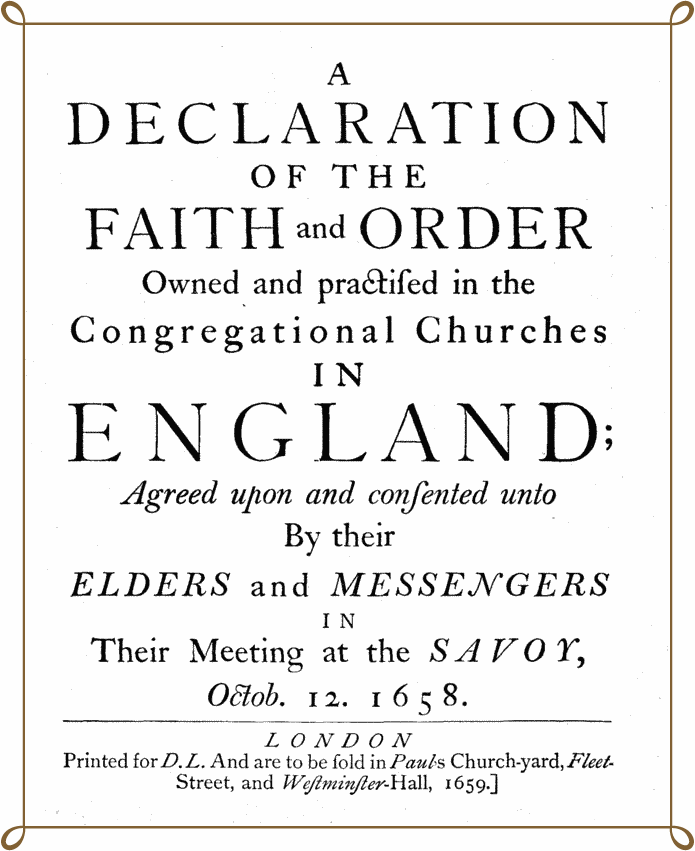
사보이 신앙선언(1658) 표지

웨스트민스터 신앙고백의 작성에는 독립파 청교도들 가운데 단 7명이 참여했음에도 불구하고, 이들의 역할과 영향력은 매우 컸다. 토마스 굿윈(Thomas Goodwin, 1600-1680)은 그의 광범위한 신학 지식과 리더십을 활용하여 고백서 초안의 작성에 크게 기여했다.
제레마야 버로우스(Jeremiah Burroughs, 1600-1646)는 경건함과 우수한 인품으로 교회정치에 대한 불일치를 해결하는 데 중요한 역할을 했다. 필립 네이(Philip Nye, 1595-1672)는 존 R. 허버트가 그린 웨스트민스터 총회의 한 장면에서 윌리엄 트위스(William Twisse, 1578-1646)를 마주보고 양심의 자유를 주장하는 모습으로 묘사되었다.
1658년 10월 12일에는 독립파 청교도들이 사보이 궁에서 사보이 신앙고백(The Savoy Declaration)을 발표했다. 이 신앙고백의 작성은 존 오웬(John Owen, 1616-1683)과 토마스 굿윈(Thomas Goodwin)이 이끌었다. 이 문서는 웨스트민스터 신앙고백을 바탕으로 하면서도 교회정치에 대한 부분을 재검토하여 수정했다. 이들은 장로교의 장로주의가 사실상 감독주의의 온건한 형태와 크게 다르지 않다고 보고, 그리스도를 머리로 하는 교회로의 개혁을 필요로 한다고 주장했다. 사보이 신앙고백서의 작성에는 토마스 굿윈(Thomas Goodwin), 필립 네이(Philip Nye), 윌리엄 브릿지(William Bridge), 조셉 카릴(Joseph Caryl), 윌리엄 그린힐(William Greenhill) 등 웨스트민스터 총회의 참가자들이 참여했으며, 존 하웨(John Howe)를 포함한 약 120여 개의 교회가 이에 서명하며 지지를 표했다.

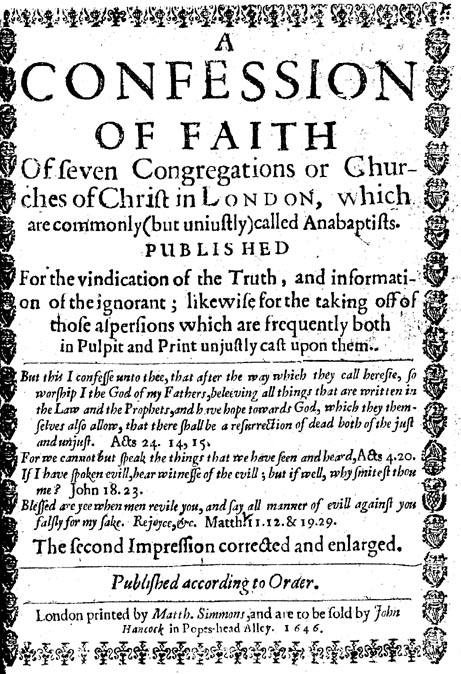
런던신앙고백(1644) 표지

### 두 번째 신앙고백(1677/1689)

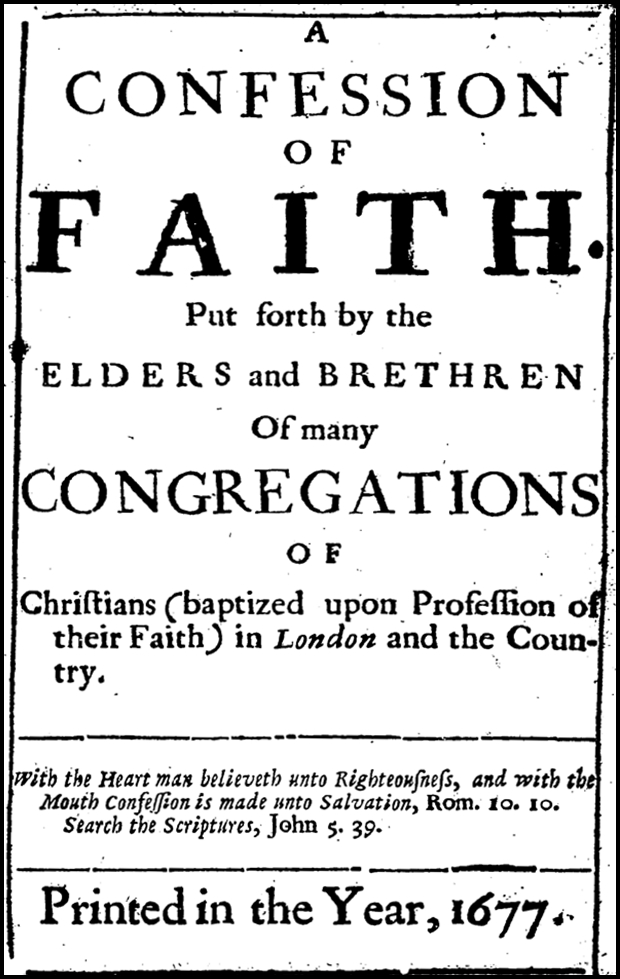
제2차 런던신앙고백(1689) 표지

1677년, 특수 침례교회 2세대 지도자들은 웨스트민스터 신앙고백(1647년)과 사보이 신앙고백(1658년)을 기반으로 새로운 신앙고백을 준비했다. 이 시기에 청교도들은 장로교회파, 독립교회파, 침례교회파로 나뉘었으며, 세 신앙고백 간의 차이는 주로 교회 정치와 세례 관련 조항에 국한되었지만, 신학 체계 자체에서는 본질적인 차이가 없었다. 초안 작성은 윌리엄 콜린스(William Collins)와 느헤미야 콕스(Nehemiah Coxe)가 맡았으나, 왕당파의 재집권과 국교회의 탄압으로 인해 공식적인 발표는 무기한 연기되었다.
1689년 관용령(Act of Toleration)의 시행으로, 특수 침례교회들은 새로운 신앙고백을 공표할 기회를 얻었다. 특수 침례교회의 지도자들은 런던에서 회의를 개최하고 1689년 7월 3일부터 11일까지 새 신앙고백의 주요 안건들을 논의했다. 영국 전역과 웨일즈에서 온 100여 개가 넘는 교회 대표들이 모였다는 사실은, 박해를 받았음에도 불구하고 교회가 꾸준히 성장했다는 명백한 증거이다. 특수 침례교회들은 자체적으로 새 신앙고백서를 갖게 되어 장로교회와 회중교회와 견줄 수 있게 됐다는 것을 자랑스럽게 여겼다.

### 탄압 속에서의 성장
청교도들, 특히 유아세례를 반대하는 침례교 청교도들은 정부의 심각한 탄압을 받았다. 그러나 이들은 연합하여 신앙고백서를 작성하고 발표하며 생존했다. 정치적 참여의 부재 속에서도 교회 개척과 목양에 헌신했으며, 이로 인해 많은 저술을 남기지 못했다. 그러나 정부의 탄압이 완화되면서, 정치적으로 활발했던 장로교와 독립교는 쇠퇴한 반면, 침례교는 꾸준히 성장했다. 결속력, 연합 및 협력, 그리고 교리의 순수성이 강화되어 영국 사회의 지지를 받았다. 오늘날, 개혁파 침례교회들(Reformed Baptists)은 잉글랜드 비국교도 진영의 주류로 자리매김했다.

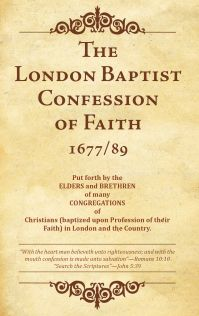
1677/1689 confession of faith 표지

## 개혁 침례 신앙고백의 명칭
특수 침례교회의 "1689 신앙고백"(제2차 런던 신앙고백)은 현재 영국, 미국, 그리고 전 세계의 개혁파 침례교회들에 의해 신앙의 표준 문서로 채택되어 있다. 이 문서는 채택된 연도를 따라 "1689 신앙고백"(1689 Confession of Faith)으로 알려져 있으며, 지역과 횟수를 기준으로 "제2차 런던 신앙고백"(The Second London Confession, 1689)이라고도 불린다. 개혁파 침례교회들은 자신들의 정체성에 맞춰 주로 "1689 침례 신앙고백"(The Baptist Confession of Faith, 1689)이라는 명칭을 사용한다. 신앙고백서에 "1677/1689"년으로 표기된 것은 신앙고백이 처음 작성된 해(1677년)와 공식적으로 채택된 해(1689년)를 나타낸다.

## 개혁 침례교 목회자

### 17세기
- 존 번연 (John Bunyan, 1628–1688): 영국의 설교자, 『천로역정』(The Pilgrim's Progress)의 저자
- 허큘리스 콜린스 (Hercules Collins, 1646-1702): 영국 목사, 『정통 교리문답』(An Orthodox Catechism) 저자, 1689년 런던 침례교 신앙고백서 서명자
- 벤자민 콕스 (Benjamin Coxe, 1595-1663): 영국 목사 및 신학자, 첫 런던 침례교 신앙고백서 서명자, 네헤미야 콕스의 아버지
- 느헤미야 콕스 (Nehemiah Coxe): 영국 목사, 1689년 런던 침례교 신앙고백서 서명자, 벤자민 콕스의 아들
- 앤 더튼 (Anne Dutton, 1692–1765): 영국 시인이자 기독교 작가, 50권의 책 출판, 존 웨슬리(John Wesley) 및 조지 휫필드(George Whitefield)의 동료
- 벤자민 키치 (Benjamin Keach, 1640–1704): 영국 신학자, 메트로폴리탄 태버내클(Metropolitan Tabernacle)의 목사, 『키치의 교리문답』(Keach's Catechism) 저자, 1689년 런던 침례교 신앙고백서 서명자
- 로저 윌리엄스 (Roger Williams, 1603–1683): 미국 목사, 로드 아일랜드 주 창시자, 후에 개혁 침례교를 떠남
- 핸서드 놀리스 (Hanserd Knollys, 1599-1691): 영국 특정 침례교인, 1644년 첫 런던 침례교 신앙고백서 및 1689년 두 번째 런던 침례교 신앙고백서 서명자
- 윌리엄 키핀 (William Kiffin, 1616-1701): 영국 특정 침례교인, 1644년 첫 런던 침례교 신앙고백서 및 1689년 두 번째 런던 침례교 신앙고백서 서명자
- 기타 초기 특수 침례교 지도자: 헨리 제시(Henry Jessey), 존 스필스버리(John Spilsbury), 윌리엄 콜린스(William Collins), 존 톰브스(John Tombes)

### 18세기
- 윌리엄 캐리 (William Carey, 1761–1834): 영국 선교사
- 윌리엄 개즈비 (William Gadsby, 1773–1844): 영국에서 엄격하고 특정한 침례교 운동의 초기 리더
- 앤드루 풀러 (Andrew Fuller, 1754–1815): 침례교 선교회 창립자
- 존 길 (John Gill, 1697–1771): 영국 신학자, 성서 학자, 주석가, 메트로폴리탄 태버내클의 목사
- 아도니람 저드슨 (Adoniram Judson, 1788–1850): 북미에서 버마로 파송된 최초의 개신교 선교사
- 기타 주목할 만한 개혁 침례교 지도자: 바질 맨리 시니어(Basil Manly Sr), 일라이어스 키치(Elias Keach), 존 리펀(John Rippon), 존 라일랜드(John Ryland), 조셉 스웨인(Joseph Swain)

### 19세기
- 찰스 스펄전 (Charles Spurgeon, 1834–1892): 영국 저자, 메트로폴리탄 태버내클의 목사
- 옥타비우스 윈슬로우 (Octavius Winslow, 1808–1878): 유명한 복음주의 설교자, 스펄전과 J.C 라일과 동시대 설교자, 생애의 마지막은 영국 국교회에서 보냄
- 알렉산더 맥라렌 (Alexander Maclaren, 1826–1910) : 영국 스코틀랜드 침례교 목사, 온건한 칼빈주의 저자, 탁월한 설교자
- 존 L. 다그 (John L. Dagg, 1794-1884): 『신학 매뉴얼』(Manual of Theology)의 저자, 미국 최초의 침례교 체계신학 저자
- 제임스 P. 보이스 (James P. Boyce, 1827-1888):  Southern Baptist Seminary(남부 침례신학교) 초대 총장
- 윌리엄 닙 (William Knibb, 1803-1845): 영국 침례교 목회자, 자메이카 선교사, 아프리카 노예 해방 운동가
- 기타 주목할 만한 개혁 침례교인 목회자: 로버트 홀(Robert Hall), 로버트 할데인(Robert Haldane), 제임스 할데인(James Haldane), 크리슈나 팔(Krishna Pal), 베나야 하비 캐롤(Benajah Harvey Carroll), 바질 맨리 주니어(Basil Manly Jr)

### 20세기 이후
- 아더 W. 핑크 (Arthur W. Pink, 1886-1952): 『성경 연구』(Studies in the Scriptures) 창간, 20세기 가장 영향력 있는 저자 중 한 명
- 어니스트 라이징거 (Ernest Reisinger, 1919-2004): 미국 개혁 침례교 목사, 남부 침례교단에서 칼빈주의의 회복에 중요한 역할을 함

- 제프 토마스 (Geoff Thomas) (b.1938): 웨일스 애버리스트위스의 알프레드 플레이스 침례교회 목사, 50년간 직무 수행, 퓨리턴 리폼드 신학교(Puritan Reformed Theological Seminary) 역사신학 객원교수
- 월터 챈트리 (Walter Chantry, 1938-2022): 펜실베니아 칼라일의 그레이스 침례교회 목사, 39년간 직무 수행, 진리의 깃발(The Banner of Truth)의 편집자
- 앨버트 N. 마틴 (Albert N. Martin, b.1934): 미국 뉴저지 몬트빌의 트리니티 침례교회 목사, 46년간 직무 수행, 존 머레이(John Murray)로부터 탁월한 설교자로 인정 받음.
- 피터 마스터즈 (Peter Masters, b.1940): 영국 런던 메트로폴리탄 태버내클의 목사, 1970년부터 직무 수행
- 앨리스터 베그 (Alistair Begg, b.1952): 스코틀랜드-미국 목사, 저자, 『진리를 위한 삶』 라디오 프로그램 진행자
- D. A. 카슨 (D. A. Carson, b.1946): 캐나다-미국 신학자, 신약학 학자
- 마크 데버 (Mark Dever, b.1960): 미국 개혁 침례교 목사, 캐피톨 힐 침례교회 목사, 9마크스 미니스트리 창립자
- 존 파이퍼 (John Piper, b.1946): 미국 설교자, 저자
- 앨버트 몰러 (Albert Mohler, b.1959): 미국 신학자, Southern Baptist Seminary(남부 침례신학교) 총장
- 토마스 슈라이너 (Thomas R. Schreiner, b.1954): 미국 목회자, 성서학 및 바울 신학자, Southern Baptist Seminary(남부 침례신학교) 교수
- 매트 챈들러 (Matt Chandler, b.1974): 미국 목사, Act29 Network 대표
- 제임스 화이트 (James White, b.1962): 미국 변증가, 저자, 아폴로기아 교회 목사
- 톰 애스콜 (Tom Ascol) - 플로리다의 그레이스 침례교회(Grace Baptist Church) 목사이자, 창립자 미니스트리(Founders Ministry)의 대표
- 샘 월드론 (Sam Waldron): 켄터키의 그레이스 침례교회(Grace Reformed Baptist Church) 목사, 언약침례신학교(Covenant Baptist Theological Seminary) 총장
- 제임스 레니한 (James Renihan): IRBS 신학교(Institute of Reformed Baptist Studies) 총장, 17세기 교회역사 학자
- 폴 워셔 (Paul Washer, b.1961): Heart Cry 선교회(HeartCry Missionary Society)의 창립 및 대표

## 청교도들의 개혁파 신앙고백

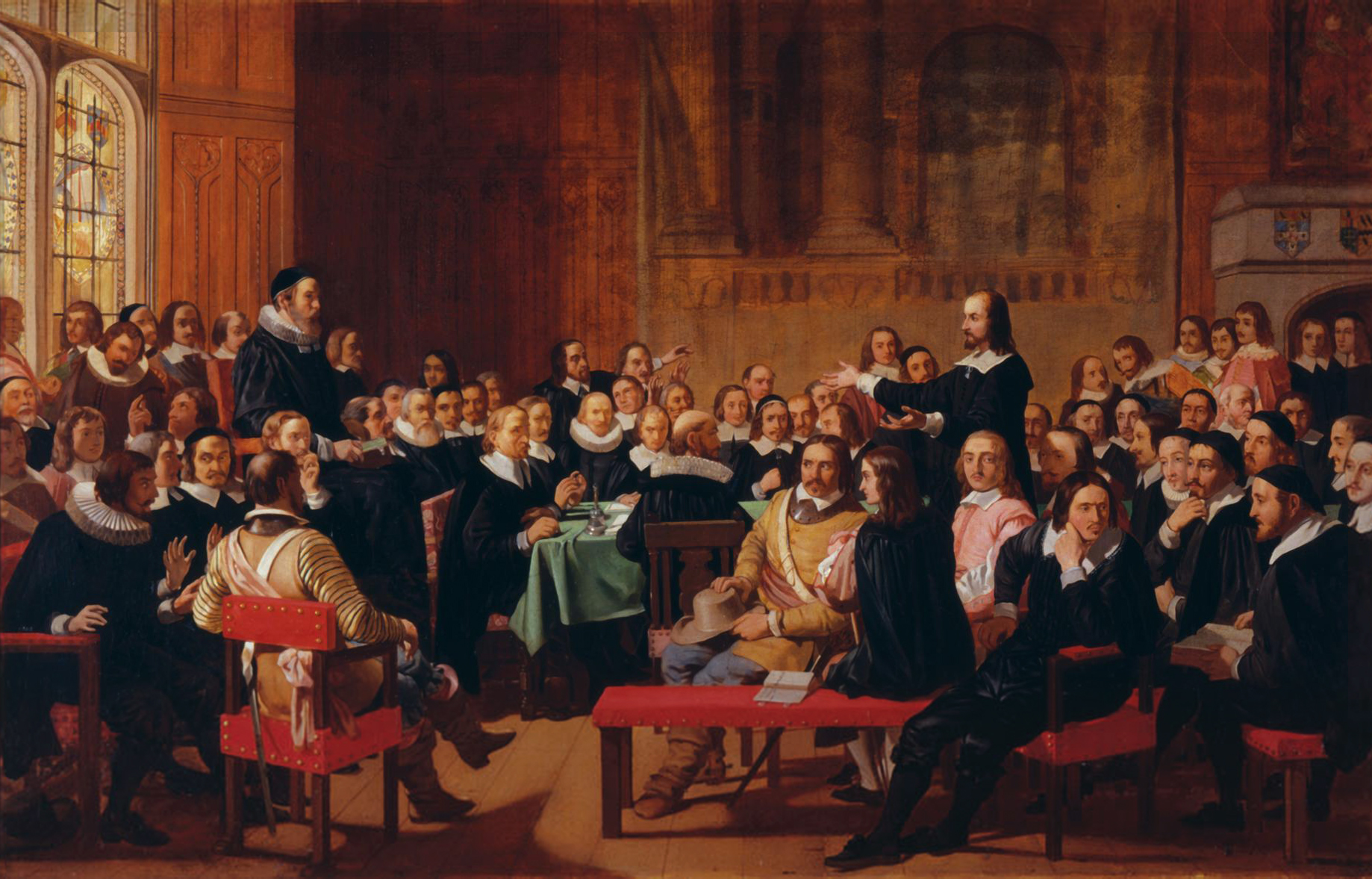
This painting by John Rogers Herbert depicts a particularly controversial speech before the Assembly by Philip Nye against presbyterian church government.

영국의 개혁파 교회들은 웨스트민스터 신앙고백(1647), 사보이 신앙고백(1658), 제2차 런던 신앙고백(1689)과 같이 각기 다른 신앙 전통을 따른다. 이 세 신앙고백서는 Don Lowe와 James N. Anderson에 의해 2007년에 서로 비교 및 분석되었다. 이러한 작업은 신앙고백서들 간의 유사점과 차이점을 명확하게 이해하는 데 큰 도움을 준다.